# Туй (Франция)
Туй (фр. Touille, окс. Tolha) — коммуна во Франции, находится в регионе Юг — Пиренеи. Департамент — Верхняя Гаронна. Входит в состав кантона Сали-дю-Салат. Округ коммуны — Сен-Годенс.
Код INSEE коммуны — 31554.

## География
Коммуна расположена приблизительно в 650 км к югу от Парижа, в 70 км к юго-западу от Тулузы.
На юге коммуны протекает река Сала.

## Климат
Климат умеренно-океанический. Зима мягкая и снежная, весна характеризуется сильными дождями и грозами, лето сухое и жаркое, осень солнечная. Преобладают сильные юго-восточные и северо-западные ветры.

## Население
Население коммуны на 2010 год составляло 258 человек.
| 1962 | 1968 | 1975 | 1982 | 1990 | 1999 | 2010 |
| ---- | ---- | ---- | ---- | ---- | ---- | ---- |
| 307  | 293  | 234  | 213  | 204  | 203  | 258  |

## Администрация
| Период | Период | Фамилия         | Партия | Примечания                                 |
| ------ | ------ | --------------- | ------ | ------------------------------------------ |
| 1949   | 1995   | Альбер Дюрьё    |        | президент ассоциации мэров Верхней Гаронны |
| 1995   | 2008   | Андре Делор     |        |                                            |
| 2008   | 2009   | Бернадет Сум    |        |                                            |
| 2009   | 2013   | Николя Тюссо    |        |                                            |
| 2013   | 2020   | Мишель Эстрелла |        |                                            |

## Экономика
В 2010 году среди 144 человек трудоспособного возраста (15—64 лет) 105 были экономически активными, 39 — неактивными (показатель активности — 72,9 %, в 1999 году было 72,6 %). Из 105 активных жителей работали 97 человек (51 мужчина и 46 женщин), безработных было 8 (5 мужчин и 3 женщины). Среди 39 неактивных 10 человек были учениками или студентами, 15 — пенсионерами, 14 были неактивными по другим причинам.

## Достопримечательности
- Церковь Св. Ферреола (XII век, реконструирована в XIX веке). Исторический памятник с 1926 года[4]

## Фотогалерея

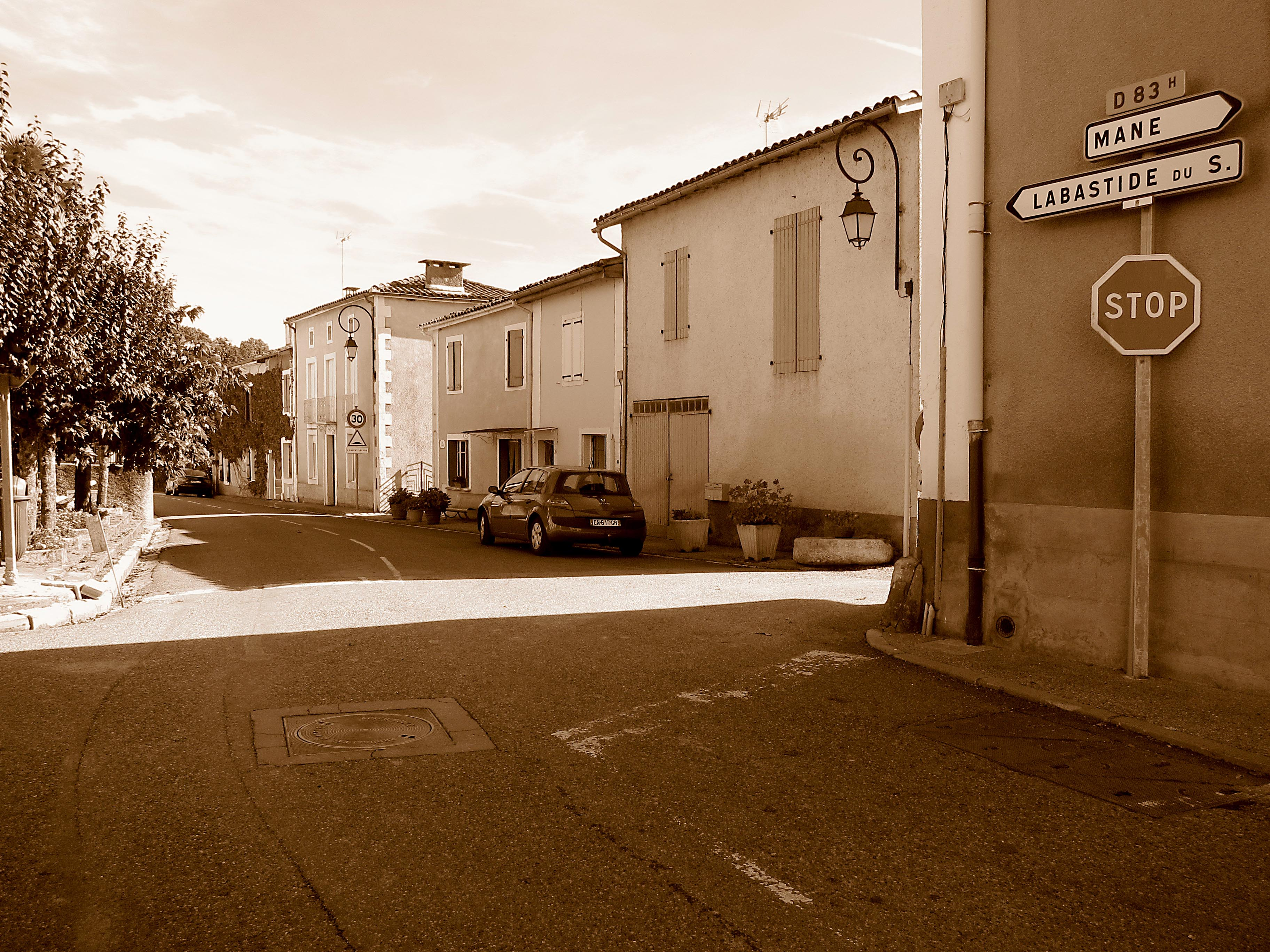
Туй
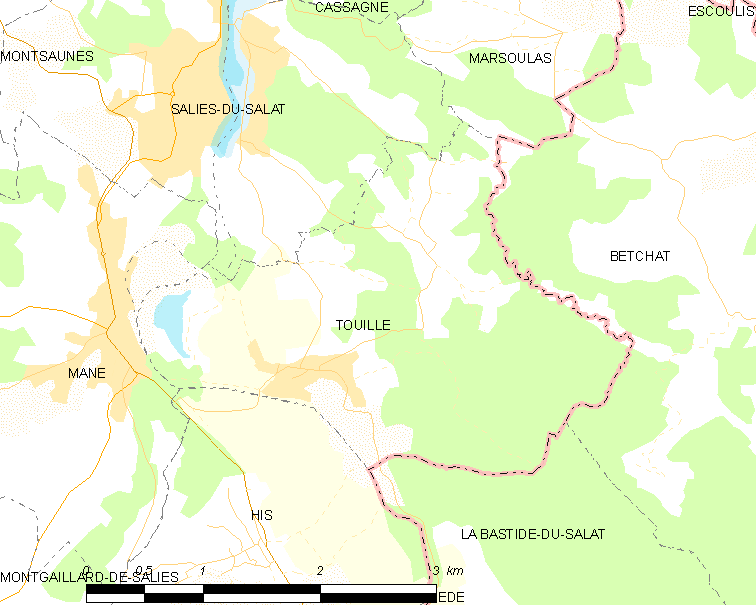
Карта коммуны